# Verhnii Naholciîk
Verhnii Naholciîk (în ucraineană Верхній Нагольчик) este o așezare de tip urban din orașul regional Antrațît, regiunea Luhansk, Ucraina. În afara localității principale, nu cuprinde și alte sate.

## Demografie
Componența lingvistică a așezării de tip urban Verhnii Naholciîk
     Rusă (53,07%)
     Ucraineană (46,74%)
     Alte limbi (0,05%)
Conform recensământului din 2001, majoritatea populației așezării de tip urban Verhnii Naholciîk era vorbitoare de rusă (53,07%), existând în minoritate și vorbitori de ucraineană (46,74%).